# Jan Wojtasik
Jan Wojtasik (ur. 4 października 1891 w Chrobrzu, zm. 23 lutego 1937 w Krakowie) – poseł na Sejm III kadencji (1930–1935) II RP, autor artykułów antysanacyjnych w Zielonym Sztandarze.